# エルヴィス・クリスマス・アルバム
『エルヴィス・クリスマス・アルバム』（Elvis' Christmas Album）は、エルヴィス・プレスリーの1957年のアルバム。

## 解説
収録曲は1957年1月12日から13日、19日と、9月5から7日にハリウッドのラジオ・レコーダーズで録音された。
EP盤「Peace in the Valley」で先に発表されていたゴスペル4曲と、クリスマスソング8曲を収録。
このアルバムは長期に渡って好調な売れ行きを示し、アメリカだけでも現在までの売り上げは1400万枚に到達する。
11月19日にこのアルバムが発売された後、ポートランドでは、KEX局のDJアル・プリディが番組でエルヴィスの「ホワイト・クリスマス」を流して解雇された。経営者側は、この曲の扱い方が極端に悪趣味だと言った。
ロサンゼルスのKMPC局のDJディック・ホイッテンヒルはリスナーのリクエストに応じず「ノー！私は絶対にこのレコードをかけない。まるでテンペスト・ストーム（有名なストリッパー）にうちの子がクリスマスプレゼントを貰うようなものだからね」と言った。
カナダでもラジオ局の反響は圧倒的に否定的なものだった。カルガリーのCKXL局がエルヴィスのクリスマスアルバムを放送禁止にした最初の局となり、
これに続きバンクーバーの全6局が放送禁止処分にした。他の地区でも状況は似たり寄ったりだった。
神を冒涜する歌唱だとして全米、カナダで放送禁止とする局が相次ぎ、社会問題ともなった。
オンタリオ州のキングストーンにあるCKWS局のアラン・ブルックスがこのアルバムをかけっぱなしにして聴取者に自分たちの意見を電話でかけてくるように伝えたところ、
電話してきた人の93％（牧師であると身分を明らかにした人も含めて）がこのアルバムの放送に賛成したという。
セッション最終日にアルバムを完成させるためにもう1曲足りなかったため、スタジオに居合わせたジェリー・リーバーとマイク・ストーラーに
即席でクリスマスソングを作ってもらうようエルヴィスは依頼し、彼らは「サンタが町に来る(Santa Claus Is Back In Town)」を書き上げた。
テープ・ボックスには「Christmas Blues」と記載されていたが、リーバーとストーラーはリリース前に考え直し「サンタが町に来る(Santa Claus Is Back In Town)」に改題された。
68カムバック・スペシャルのセカンド・シット・ダウンショーでエルヴィスはこの「サンタが町に来る」が録音した中で一番好きなクリスマスソングだとコメントしていた。
1958年11月にジャケットを変えて再発売。1970年にRCA傘下のCamdenからジャケットを変えた廉価盤が発売された際には、1957年1月のセッションで録音されたゴスペル4曲を外し、
1966年に録音された「毎日がクリスマスなら」と1969年のメンフィス・セッションで録音された「想い出のバラ」を加え曲順を変えて発売された。

## 収録曲

### A面
| Track | 録音日 | 邦題                         | 曲名                             | 作曲者                               | 時間 |
| ----- | ------ | ---------------------------- | -------------------------------- | ------------------------------------ | ---- |
| 1.    | 57/9/7 | サンタが町に来る             | Santa Claus Is Back In Town      | Jerry Leiber and Mike Stoller        | 2:22 |
| 2.    | 57/9/6 | ホワイト・クリスマス         | White Christmas                  | Irving Berlin                        | 2:23 |
| 3.    | 57/9/6 | サンタ・クロースがやって来る | Here Comes Santa Claus           | Gene Autry and Oakley Haldeman       | 1:54 |
| 4.    | 57/9/7 | クリスマスは我が家で         | I'll Be Home for Christmas       | Buck Ram, Kim Gannon, Walter Kent    | 1:53 |
| 5.    | 57/9/5 | ブルー・クリスマス           | Blue Christmas                   | Bill Hayes and Jay W. Johnson        | 2:07 |
| 6.    | 57/9/7 | サンタが彼女を連れて来る     | Santa Bring My Baby Back (To Me) | Aaron Schroeder and Claude Demetrius | 1:54 |

### B面
| Track | 録音日  | 邦題                                     | 曲名                              | 作曲者                                              | 時間 |
| ----- | ------- | ---------------------------------------- | --------------------------------- | --------------------------------------------------- | ---- |
| 1.    | 57/9/7  | ベツレヘムの小さな町で                   | O Little Town of Bethlehem        | Phillips Brooks and Lewis H. Redner                 | 2:35 |
| 2.    | 57/9/6  | きよしこの夜                             | Silent Night                      | Joseph Mohr and Franz Gruber                        | 2:23 |
| 3.    | 57/1/13 | 谷間の静けさ                             | Peace in the Valley               | Thomas A. Dorsey                                    | 3:22 |
| 4.    | 57/1/12 | アイ・ビリーヴ                           | I Believe                         | Ervin Drake, Irvin Graham, Jimmy Shirl, Al Stillman | 2:05 |
| 5.    | 57/1/13 | テイク・マイ・ハンド、プレシャス・ロード | Take My Hand, Precious Lord       | Thomas A. Dorsey                                    | 3:16 |
| 6.    | 57/1/19 | イット・イズ・ノー・シークレット         | It Is No Secret (What God Can Do) | Stuart Hamblen                                      | 3:53 |

## Camden盤

### A面
| Track | 録音日 | 邦題                 | 曲名                        | 作曲者                            | 時間 |
| ----- | ------ | -------------------- | --------------------------- | --------------------------------- | ---- |
| 1.    | 57/9/5 | ブルー・クリスマス   | Blue Christmas              | Bill Hayes and Jay W. Johnson     | 2:07 |
| 2.    | 57/9/6 | きよしこの夜         | Silent Night                | Joseph Mohr and Franz Gruber      | 2:23 |
| 3.    | 57/9/6 | ホワイト・クリスマス | White Christmas             | Irving Berlin                     | 2:23 |
| 4.    | 57/9/7 | サンタが町に来る     | Santa Claus Is Back In Town | Jerry Leiber and Mike Stoller     | 2:22 |
| 5.    | 57/9/7 | クリスマスは我が家で | I'll Be Home for Christmas  | Buck Ram, Kim Gannon, Walter Kent | 1:53 |

### B面
| Track | 録音日  | 邦題                         | 曲名                             | 作曲者                               | 時間 |
| ----- | ------- | ---------------------------- | -------------------------------- | ------------------------------------ | ---- |
| 1.    | 66/6/10 | 毎日がクリスマスなら         | If Every Day Was Like Christmas  | Red West                             | 2:42 |
| 2.    | 57/9/6  | サンタ・クロースがやって来る | Here Comes Santa Claus           | Gene Autry and Oakley Haldeman       | 1:54 |
| 3.    | 57/9/7  | ベツレヘムの小さな町で       | O Little Town of Bethlehem       | Phillips Brooks and Lewis H. Redner  | 2:35 |
| 4.    | 57/9/7  | サンタが彼女を連れて来る     | Santa Bring My Baby Back (to Me) | Aaron Schroeder and Claude DeMetruis | 1:54 |
| 5.    | 69/1/15 | 想い出のバラ                 | Mama Liked the Roses             | John Christopher                     | 2:47 |

## 参加ミュージシャン

### 1月12～13日セッション
- エルヴィス・プレスリー - Elvis Presley - ヴォーカル、ギター
- スコティ・ムーア - Scotty Moore - ギター
- ビル・ブラック - Bill Black - ベース
- D.J.フォンタナ - D.J. Fontana - ドラム
- ゴードン・ストーカー - Gordon Stoker - ピアノ
- ザ・ジョーダネアーズ - The Jordanaires - バッキング・ヴォーカル

### 1月19日セッション
- エルヴィス・プレスリー - Elvis Presley - ヴォーカル、ギター
- スコティ・ムーア - Scotty Moore - ギター
- ビル・ブラック - Bill Black - ベース
- D.J.フォンタナ - D.J. Fontana ? ドラム
- ダドリー・ブルックス - Dudley Brooks - ピアノ
- ザ・ジョーダネアーズ - The Jordanaires - バッキング・ヴォーカル

### 9月5日～7日セッション
- エルヴィス・プレスリー - Elvis Presley - ヴォーカル、ギター
- スコティ・ムーア - Scotty Moore - ギター
- ビル・ブラック - Bill Black - ベース
- D.J.フォンタナ - D.J. Fontana - ドラム
- ダドリー・ブルックス - Dudley Brooks - ピアノ
- ザ・ジョーダネアーズ - The Jordanaires - バッキング・ヴォーカル
- ミリー・カーカム - Millie Kirkham - バッキング・ヴォーカル